# Чезганов, Егор Игоревич
Егор Игоревич Чезганов (род. 28 июня 2002, Жлобин) — белорусский хоккеист, нападающий московского «Спартака» и сборной Беларуси.

## Карьера
Воспитанник жлобинской школы хоккея; c 2020 по 2022 годы был в системе клуба «Северсталь» и играл в за «Алмаз» и «Буран».
Дебютировал в КХЛ 1 октября 2021 года в матче с «Йокеритом» (1:4). Сыграв два матча в КХЛ, до конца сезона играл за фарм-клубы.
29 августа 2022 года перешёл в московский «Спартак» в обмен на Николая Чебыкина из «Адмирала». Чезганов продолжил играть за фарм-клубы «красно-белых», пока 28 декабря не дебютировал в КХЛ за новую команду в матче с «Северсталью» (3:4). 6 июля 2023 года заключил новый двусторонний контракт с клубом на три года. Первую шайбу в КХЛ забросил 3 октября 2024 года в матче против «Барыса» (4:2), в своём 17-м матче в лиге.
В составе «Химика» из Воскресенска признан лучшим нападающим турнира ВХЛ 2024/25. В регулярном сезоне стал вторым снайпером и вошёл в топ-5 бомбардиров. В плей-офф оказался лидером по количеству победных шайб (4), четвёртым бомбардиром и снайпером розыгрыша Кубка, а также серебряным призёром турнира. Установил абсолютный рекорд лиги по продолжительности результативной серии (17 матчей). В общей сложности в регулярном сезоне Чезганов набрал 55 (30+25) очков, в плей-офф — 18 (9+9). 23 июня 2025 года заключил со «Спартаком» новый двусторонний контракт на два года.